# Guy Kibbee
Guy Kibbee (El Paso, 6 maggio 1882 – Long Island, 24 maggio 1956) è stato un attore statunitense.

## Filmografia parziale
- Le vie della città (City Streets), regia di Rouben Mamoulian (1931)
- Man of the World, regia di Richard Wallace e Edward Goodman (1931)
- La bionda e l'avventuriero (Blonde Crazy), regia di Roy Del Ruth (1931)
- I conquistatori (The Conquerors), regia di William A. Wellman (1932)
- The Dark Horse, regia di Alfred E. Green (1932)
- So Big!, regia di William A. Wellman (1932) (scene cancellate)
- Crooner, regia di Lloyd Bacon (1932)
- Quarantaduesima strada (42 Street), regia di Lloyd Bacon (1933)
- Signora per un giorno (Lady for a Day), regia di Frank Capra (1933)
- Viva le donne! (Footlight Parade), regia di Lloyd Bacon (1933)
- Girl Missing, regia di Robert Florey (1933)
- La danza delle luci (Gold Diggers of 1933), regia di Mervyn LeRoy (1933)
- La seconda aurora (The Life of Jimmy Dolan), regia di Archie Mayo (1933)
- Abbasso le donne (Dames), regia di Ray Enright e Busby Berkeley (1934)
- Wonder Bar, regia di Lloyd Bacon (1934)
- Capitan Blood (Captain Blood), regia di Michael Curtiz (1935)
- Capitan Gennaio (Captain January), regia di David Butler (1936)
- Lord Fauntleroy (Little Lord Fauntleroy), regia di John Cromwell (1936)
- Tre camerati (Three Comrades), regia di Frank Borzage (1938)
- Cuori umani (Of Human Hearts), regia di Clarence Brown (1938)
- Il grande nemico (Let Freedom Ring), regia di Jack Conway (1939)
- Questo mondo è meraviglioso (It's a Wonderful World), regia di W. S. Van Dyke (1939)
- Mr. Smith va a Washington (Mr. Smith Goes to Washington), regia di Frank Capra (1939)
- Piccoli attori (Babes in Arms), regia di Busby Berkeley (1939)
- Passione di amazzoni (Chad Hanna), regia di Henry King (1940)
- La nostra città (Our Town), regia di Sam Wood (1940)
- La prima è stata Eva (It Started with Eve), regia di Henry Koster (1941)
- Scandalo premeditato (Design for Scandal), regia di Norman Taurog (1941)
- Il ritorno del lupo (Whistling in Dixie), regia di S. Sylvan Simon (1942)
- Girl Crazy, regia di Norman Taurog e Busby Berkeley (1943)
- Cowboy Blues, regia di Ray Nazarro (1946)
- La cavalcata del terrore (The Romance of Rosy Ridge), regia di Roy Rowland (1947)
- Il massacro di Fort Apache (Fort Apache), regia di John Ford (1948)
- In nome di Dio (The Three Godfathers), regia di John Ford (1948)

## Doppiatori italiani
- Olinto Cristina in Mr. Smith va a Washington, La prima è stata Eva (ridoppiaggio)
- Amilcare Pettinelli in Questo mondo è meraviglioso, In nome di Dio
- Augusto Saltamerenda in Abbasso le donne[1]
- Mario Gallina in Il massacro di Fort Apache
- Nino Bonanni in Capitan Blood (ridoppiaggio)
- Carlo Baccarini in Signora per un giorno (ridoppiaggio)
- Renato Mori in Mr. Smith va a Washington (ridoppiaggio)